# Pegomya neomexicana
Pegomya neomexicana este o specie de muște din genul Pegomya, familia Anthomyiidae, descrisă de Griffiths în anul 1983. Conform Catalogue of Life specia Pegomya neomexicana nu are subspecii cunoscute.